# U-672
| U-672                      | U-672                                                          | U-672                                                          |
| -------------------------- | -------------------------------------------------------------- | -------------------------------------------------------------- |
|                            |                                                                |                                                                |
|                            |                                                                |                                                                |
|                            |                                                                |                                                                |
| Під прапором               | Третій рейх                                                    | Третій рейх                                                    |
| Спуск на воду              | 27 лютого 1943 року                                            | 27 лютого 1943 року                                            |
| Виведений зі складу флоту  | 18 липня 1944 року                                             | 18 липня 1944 року                                             |
| Сучасний статус            | затоплений                                                     | затоплений                                                     |
| Проєкт                     |                                                                |                                                                |
| Тип ПЧ                     | Торпедний ДПЧ                                                  | Торпедний ДПЧ                                                  |
| Основні характеристики     |                                                                |                                                                |
| Швидкість (надводна)       | 17,7 вузла                                                     | 17,7 вузла                                                     |
| Швидкість (підводна)       | 7,6 вузла                                                      | 7,6 вузла                                                      |
| Робоча глибина занурення   | 100 м                                                          | 100 м                                                          |
| Гранична глибина занурення | 220 м                                                          | 220 м                                                          |
| Екіпаж                     | 44 особи                                                       | 44 особи                                                       |
| Розміри                    |                                                                |                                                                |
| Довжина найбільша (по КВЛ) | 67,1 м                                                         | 67,1 м                                                         |
| Ширина корпусу найб.       | 6,2 м                                                          | 6,2 м                                                          |
| Висота                     | 9,6 м                                                          | 9,6 м                                                          |
| Середня осадка (по КВЛ)    | 4,70 м                                                         | 4,70 м                                                         |
| Водотоннажність надводна   | 769 т                                                          | 769 т                                                          |
| Озброєння                  |                                                                |                                                                |
| Артилерія                  | одна палубна гармата калібру 88-мм, одна 20-мм зенітна гармата | одна палубна гармата калібру 88-мм, одна 20-мм зенітна гармата |
| Торпедно- мінне озброєння  | 4 носових і один кормовий ТА. 14 торпед або 26 мін             | 4 носових і один кормовий ТА. 14 торпед або 26 мін             |

U-672 — німецький підводний човен типу VIIC часів Другої світової війни.
Замовлення на будівництво човна віддано 20 січня 1941 року. Човен був закладений на верфі суднобудівної компанії «Howaldtswerke Hamburg AG» у Гамбурзі 24 грудня 1941 року під заводським номером 821, спущений на воду 27 лютого 1943 року, 6 квітня 1943 року увійшов до складу 5-ї флотилії. Також за час служби перебував у складі 6-ї флотилії. Єдиним командиром човна був оберлейтенант-цур-зее Ульф Лавец.
Затоплений екіпажем 18 липня 1944 року в Англійському каналі північніше Гернсі (50°03′ пн. ш. 02°30′ зх. д. / 50.050° пн. ш. 2.500° зх. д.) після важких ушкоджень, завданих глибинними бомбами британського фрегата «Бальфур». Усі 52 члени екіпажу вижили.